# Palaeorhiza flavipes
Palaeorhiza flavipes är en biart som beskrevs av Hirashima 1988. Palaeorhiza flavipes ingår i släktet Palaeorhiza och familjen korttungebin. Inga underarter finns listade i Catalogue of Life.